# 黑口鬚鰾石首魚
黑口鬚鰾石首魚為輻鰭魚綱鱸形目鱸亞目石首魚科的其中一種，分布東大西洋區，從幾內亞至安哥拉南部海域，棲息深度50-350公尺，體長可達56公分，棲息在沙泥、岩石底質的大陸棚及大陸坡，可做為食用魚。